# Таркил, Сарион Хигович
Сарион Хигович Таркил (15 октября 1936, Дурипш, Абхазская АССР — 2 июня 2005, Сухум) — абхазский советский поэт, журналист, переводчик.

## Биография
Сарион Хигович (Хыгович, Хигуович, Хигудович) Таркил родился 15 октября 1936 года в с. Дурипш Гудаутского уезда Абхазской АССР Грузинской ССР ЗСФСР, ныне село входит в Гудаутский район Республики Абхазия, но согласно административному делению Грузии — в Гудаутский муниципалитет Абхазской Автономной Республики Грузии.
В 1944 году он пошёл в первый класс школы в родном селе, но вскоре абхазские школы были закрыты и он был вынужден перейти в грузинскую школу. В 1953 году перевёлся в Гудаутскую школу рабочей молодёжи.
В 1956 году поступил в Педагогический институт на филологический факультет (отделение абхазского языка и литературы).
В 1961 году по окончании вуза работал учителем в Дурипшской средней школе.
В 1962 году переехал в Сухуми и работал в Военном комиссариате.
В 1966 году поступил на заочное отделение Литературного института имени А. М. Горького в Москве, окончил его в 1972 году.
С 1967 года работал в редакции газеты «Апсны Капш» вначале корреспондентом, затем переводчиком.
В 1979—1985 годах являлся ответственным секретарём редакции журнала «Искусство Абхазии».
В 1985—1987 годах был ответственным секретарем редакции журнала «Алашара».
С 1987 года был ответственным секретарём журнала «Амцабз», а с 1989 года — его главным редактором.
В апреле 2004 года на съезде писателей Абхазии С. Таркил был избран ответственным секретарём Союза Писателей Абхазии.
Умер 2 июня 2005 года в городе Сухум (Сухуми).

## Книги
- Таркил, С. Я из села (абх.). — Сухуми, 1955.
- Таркил, С. Иду из деревни (абх.). — Сухуми, 1965.
- Таркил, С. Улетают журавли = Ицоит апҟақуа халаны (абх.). — Сухуми: Алашара, 1969.
- Таркил, С. Встреча (абх.). — Сухуми, 1974.
- Таркил, С. Сегодняшний день = Ақыҭантә саауеит (абх.). — Сухуми, 1979.
- Таркил, С. Признание = Агәаартра (абх.). — Сухуми: Алашара, 1983. — 82 с.
- Таркил, С. Звенит капель (абх.). — Сухуми, 1984.
- Литературный сборник = Ерцаху (абх.) / Содерж.: Поэзия Б. Шинкуба, А. Джонуа, Ш. Цвижба, К. Ломиа, П. Бебиа, Н. Тарба, С. Таркил и др.. — Сухуми: Алашара, 1984. — 233 с. — 2000 экз.
- Таркил, С. Восхождение = Азҳара (абх.). — Сухуми: Алашара, 1986. — 202 с.
- Михалков, С. В. Басни (абх.) / Пер. С. Таркил; [Худож. А. Аджинджал].. — Сухуми: Алашара, 1990. — 42 с. — ISBN 5-8144-0239-3.
- Таркил, С. Сказание (абх.). — Сухум, 2002.
- Таркил, С. Избранное = Иалкаау (абх.). — Сухум: Аҧҳәынҭшәҟәҭыжьырҭа, 2010. — 486 с. — 300 экз.[5]

## Семья
Дочь Инна Таркил